# Torrskogs församling
Torrskogs församling är en församling i Dalslands kontrakt i Karlstads stift och Bengtsfors kommun. Församlingen ingår i Ärtemarks pastorat.

## Administrativ historik
Församlingen har medeltida ursprung.
Den 1 januari 1958 överfördes från Nössemarks församling till Torrskogs församling ett område (Norra Kölviken och Södra Kölviken) omfattande en areal av 43,47 km², varav 33,80 km² land, och med 76 invånare.
Församlingen var till 1640 annexförsamling i pastoratet Blomskog, Trankil, Torrskog, Vårvik och Silbodal för att därefter till 1680 vara annexförsamling i pastoratet Blomskog, Trankil och Torrskog. Från 1680 till 1962 var församlingen annexförsamling i pastoratet Blomskog, Trankil, Torrskog och Vårvik, för att därefter vara annexförsamling i pastoratet Ärtemark och Torrskog som från 2013 även omfattar Laxarby-Vårviks församling.

## Kyrkobyggnader
- Gustavsfors kapell
- Torrskogs kyrka